# الهيصمي (حجة)

تعديل مصدري - تعديل

الهيصمي هي إحدى قرى عزلة المعمري بمديرية حجة التابعة لمحافظة حجة، بلغ تعداد سكانها 97 نسمة حسب تعداد اليمن لعام 2004.